# Diniconazole
Le diniconazole est un fongicide apparu en 1986. Il est utilisé en pulvérisation foliaire et pour le traitement des graines.